# Nordbahntrasse

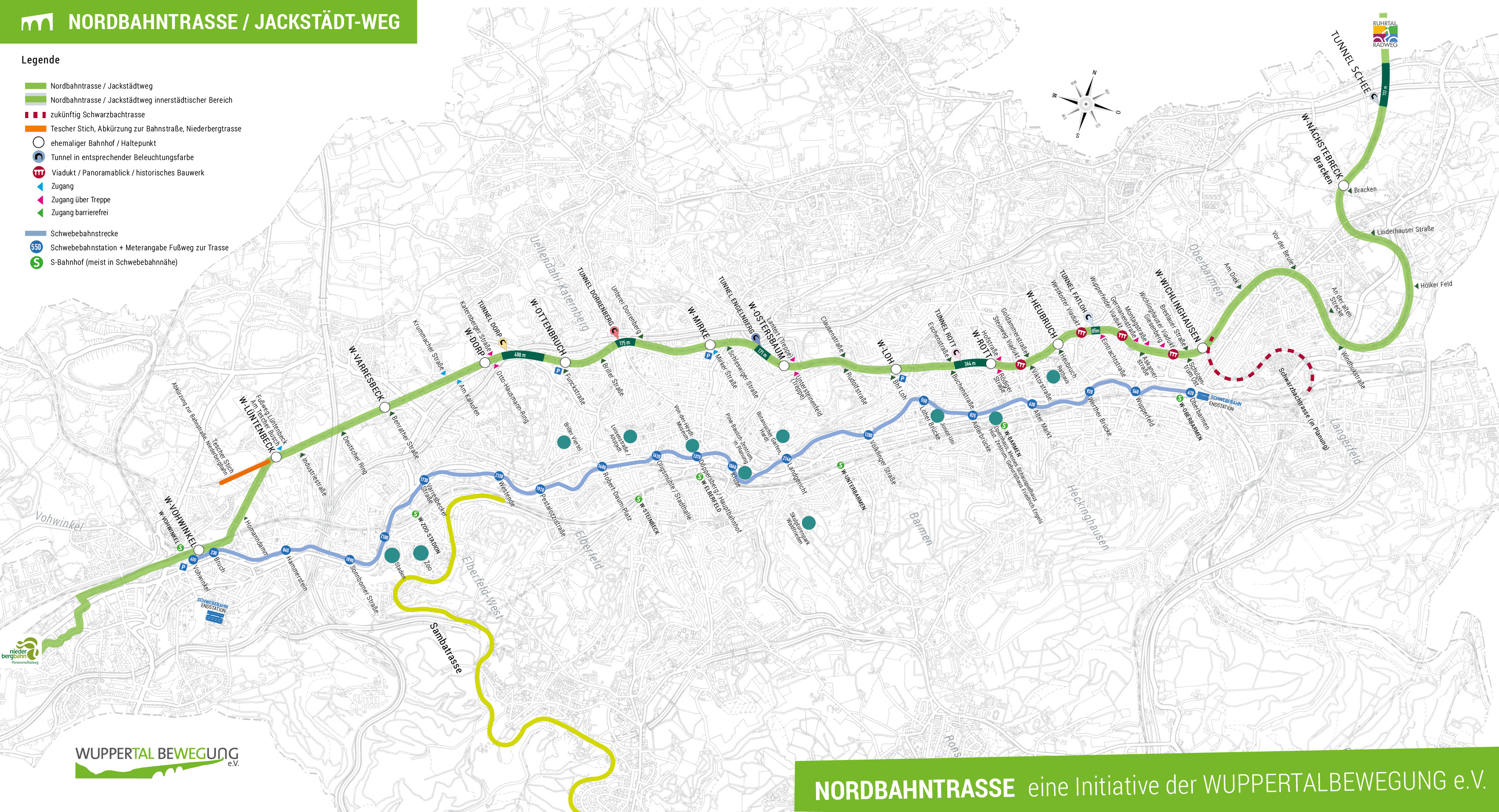
Plan der Nordbahntrasse

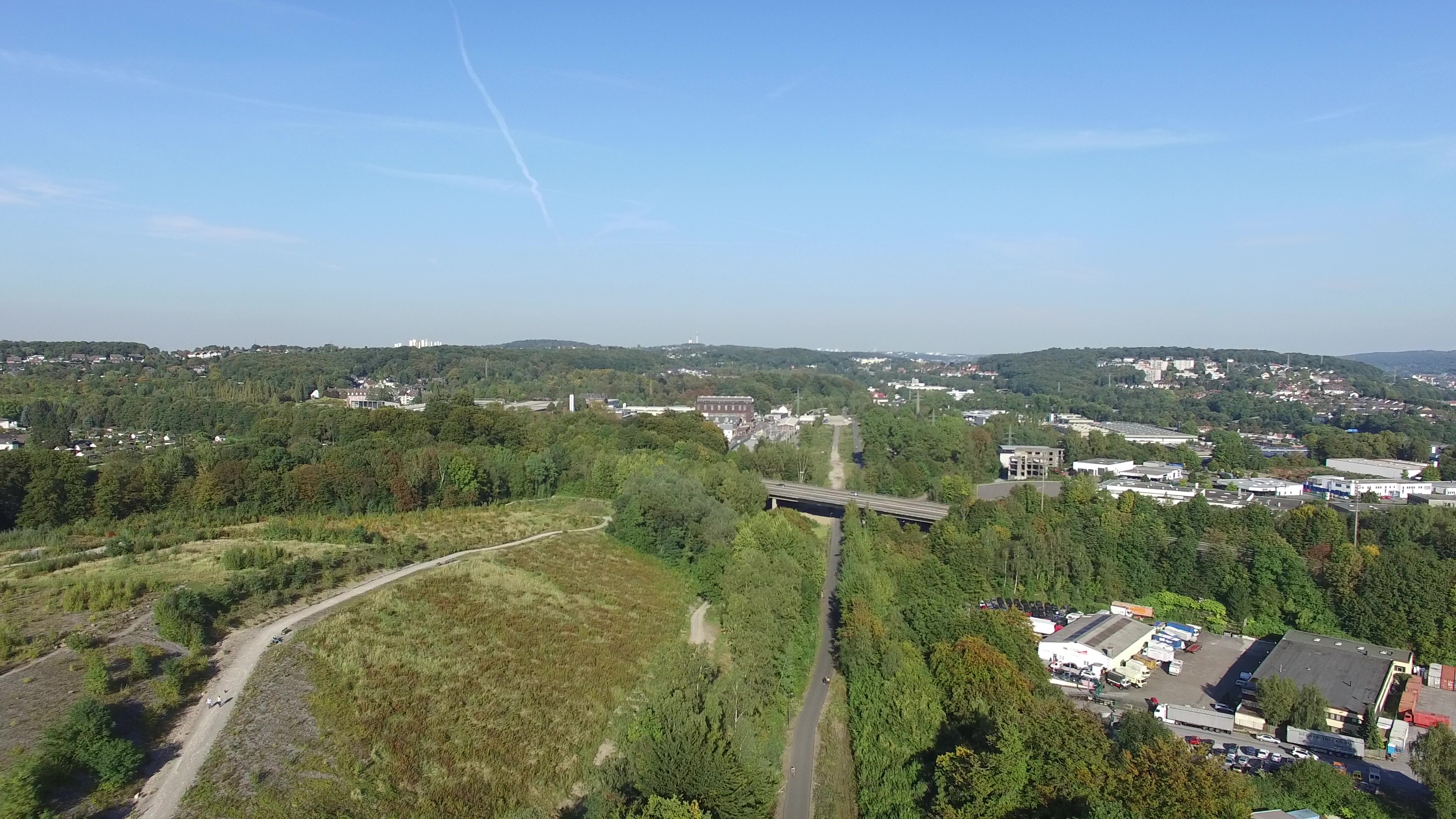
Nordbahntrasse bei Wuppertal-Lüntenbeck

Schlucht Bramdelle zwischen Bahnhof Wichlinghausen und Haltepunkt Nächstebreck

Im östlichsten Teil der Nordbahntrasse

Die Nordbahntrasse in Wuppertal ist ein rund 22 km langer, breit ausgebauter Fuß-, Rad- und Inlineskaterweg auf den ehemaligen Eisenbahnstrecken 2423 (Rheinische Strecke) und 2713 (Kohlenbahn). Sie zieht sich auf einer West-Ost-Achse entlang des nördlichen Hanges des Wuppertaler Stadtgebiets. Auf der Strecke befinden sich Brücken und Viadukte mit insgesamt eineinhalb Kilometern Länge sowie fünf Radwegtunnel mit insgesamt zwei Kilometern Länge. Die Trasse führt an zahlreichen Zeugnissen der Wuppertaler Industrie- und Verkehrsgeschichte, an Wohnquartieren, Denkmälern und geologischen Besonderheiten vorbei, die auf rund 90 begleitenden Tafeln beschrieben sind.
Wuppertal kann wegen seines engen Tals und steilen Hängen für Fahrradfahrer eine Herausforderung darstellen. Mit der durchgehenden und meist ebenerdigen Nordbahntrasse wurde erstmals eine weiträumige und städtebaulich bedeutsame Alternativroute geschaffen, in deren unmittelbarem Einzugsbereich von einem Kilometer beiderseits der Strecke über 100.000 Menschen leben. Zahlreiche Schulen und öffentliche Einrichtungen liegen mit den Stadtzentren Elberfeld und Barmen im Nahbereich der Trasse und sind so jederzeit über den Fuß- und Radweg erreichbar.
Die Nordbahntrasse bindet Wuppertal an das überregionale Radwegenetz (Korkenziehertrasse und Niederbergbahn im Westen, Barmer Kohlenbahn im Osten) an und ist Teil des Bergischen Panorama-Radwegs. Die zehn Kilometer der Trasse, die durch innerstädtische Bereiche führen, sind sechs Meter breit und nachts beleuchtet. In den Außenbereichen der Stadt ist die Trasse dreieinhalb bis vier Meter breit.

## Geschichte

### Baugeschichte
Unter der Federführung von Carsten Gerhardt konkretisierten sich Ende 2005 in Teilen der Wuppertaler Bürgerschaft Pläne, die 1991 stillgelegten Bahnstrecken zu einem Freizeitweg umzugestalten. Dieser sollte Menschen verschiedener Stadtteile fußläufig verbinden und kreuzungsfrei aus der Stadt in die Natur hinausführen.
Der am 6. Februar 2006 gegründete gemeinnützige Verein Wuppertalbewegung erstellte eine Machbarkeitsstudie, die er im Frühjahr 2006 der Öffentlichkeit vorstellte. Die geschätzten Kosten lagen bei 16 Millionen Euro, für die eine Förderung von 80 Prozent in Aussicht stand. Mit intensiver Öffentlichkeitsarbeit in Medien, Vereinen und politischen Gremien auf kommunaler und Landesebene konnte die Wuppertalbewegung ein positives Klima für das Projekt erwirken. Auch die Vertreter der Stadt Wuppertal reagierten positiv auf die Studie, gaben aber zu bedenken, dass die Stadt nicht über die finanziellen und personellen Kapazitäten zur Umsetzung der Idee verfügte.
Unter breiter Unterstützung der Bevölkerung konnte die Wuppertalbewegung in Mitmachaktionen die Trasse roden, ein Demonstrationsstück in Wichlinghausen bauen, Anträge für Fördermittel von Land und EU schreiben und bei vielen lokalen Unternehmen und Bürgern erfolgreich finanzielle Unterstützung einwerben. Auf diese Weise kamen Spenden und Spendenzusagen von rund 3,3 Millionen Euro zusammen. sodass bis Mitte 2008 die Finanzierung der notwendigen Eigenmittel gesichert war. Unter anderem spendete die Dr.-Werner-Jackstädt-Stiftung eine Million Euro, zahlreiche weitere Unternehmen unterstützen das Projekt mit Großspenden. Das Land NRW und die EU stellten die beantragten Fördermittel zur Verfügung.
2009 übertrug die Stadt der inzwischen von der Wuppertalbewegung gegründeten gemeinnützigen Tochter Wuppertaler Nordbahntrassen GmbH in einem öffentlich-rechtlichen Vertrag die Verantwortung für den Bau und den 20-jährigen Betrieb der Trasse. Die Schienen wurden entfernt, der Weg eingeebnet und im Frühjahr 2010 die ersten zweieinhalb Kilometer zwischen Wuppertal-Rott und Ostersbaum mit ehrenamtlichen Bürgerengagement und unter Beteiligung des Zweiten Arbeitsmarkts (Wichernhaus Wuppertal, Gesellschaft für berufliche Aus- und Weiterbildung [GBA]) ausgebaut.
Im Sommer 2010 zog die Stadt den Bau wegen angeblicher Verstöße gegen das Vergaberecht an sich. Nach einer Planungsphase von 2011 bis 2013 nahm die Stadt angesichts der Ende 2014 auslaufenden Förderung die Bautätigkeiten wieder auf. Dennoch konnten wichtige Bauabschnitte wie die Brücken und Viadukte Wüstenhofer Straße, Uellendahler Straße, Sedanstraße, Westkotter Straße, Montagstraße, Max-Planck-Straße nicht rechtzeitig fertiggestellt werden, sodass die erforderlichen Baumaßnahmen in den Folgejahren bei laufendem Betrieb und ohne Fördermittel durchgeführt werden müssen. Die historischen Brücken Wüstenhofer Straße und Max-Planck-Straße hat die Stadt inzwischen gegen den Protest der Wuppertalbewegung abgerissen und durch Neubauten ersetzt.
Die Trasse wurde nach Gesamtkosten von über 30 Millionen Euro am 19. Dezember 2014 eingeweiht und ist seitdem durchgehend befahrbar. Sie ist als öffentliche Straße der Stadt Wuppertal gewidmet und trägt nach dem größten Einzelsponsor, der Jackstädt-Stiftung, den Namen ihres Gründers und heißt Dr.-Werner-Jackstädt-Weg.
Das Projekt erhielt 2015 den Deutschen Fahrradpreis in der Kategorie „Infrastruktur“.

### Zweiter Arbeitsmarkt und dauerhaftes Bürgerengagement
Wesentlicher Bestandteil des Bau- und Finanzierungskonzeptes war die Einbindung des zweiten Arbeitsmarktes in den Umbau und in die spätere Unterhaltung. Über 300.000 Stunden haben Teilnehmer des Wichernhauses gemeinnützige GmbH und der GBA Gesellschaft für berufliche Aus- und Weiterbildung mbH unter anderem für Pflasterung, Verlegung von Leerrohren, Betonierung, Geländearbeiten, Stützmauernsanierung, Entfernung von Tunnelverkleidungen und Grünschnitt geleistet. Vor allem durch die Reduzierung der Zahl der Teilnehmer an den Maßnahmen und den Zeitdruck gegen Ende des Projektes sind die ursprünglichen Planungen aber nicht vollständig umsetzbar gewesen. Die Unterstützung durch den Zweiten Arbeitsmarkt setzt sich auch nach der Herstellung fort. Die Trassenmeisterei des Wichernhauses hält die Nordbahntrasse weiterhin instand.
Auch das Bürgerengagement für die Nordbahntrasse hat sich als dauerhaft erwiesen. In neuen Vereinbarungen mit der Stadt ist die Beteiligung der Wuppertalbewegung an der Weiterentwicklung der Nordbahntrasse festgeschrieben. Über 70 Schulen, Unternehmen und einzelne Bürgerinnen und Bürger helfen als Trassenpaten, die Nordbahntrasse in einem guten Zustand zu erhalten und trotz der teilweise sehr starken Inanspruchnahme in den Innenstadtbereichen das Miteinander zu gestalten.

### Artenschutz
Fragen des Artenschutzes haben bei der Entwicklung und Umsetzung des Projekts eine große Rolle gespielt. In mehreren Tunneln leben Fledermäuse, die zu den streng geschützten, in NRW zu den sog. planungsrelevanten Arten zählen. Zudem ermöglichte der Bahndamm einen innerstädtischen Biotopverbund für viele Pflanzen- und Tierarten. Die Diskussion führte zu Kompromissen, unter anderem bei der Trassenführung (der Tunnel Tesche bleibt den Fledermäusen vorbehalten, ebenso wie eine Röhre des Tunnels Schee), den Sanierungsmaßnahmen, dem Bauablauf (keine Baumaßnahmen in der Schutzzeit) und der Tunnelbeleuchtung. Ein eingeleitetes Monitoring soll über die Entwicklung der Fledermauspopulation berichten. Die bisherigen Ergebnisse lassen keine negativen Auswirkungen auf die Fledermauspopulation erwarten.

### Gelebte Eisenbahngeschichte
Neben den fünf Tunneln (bis 722 m lang) und mehreren Viadukten mit Aussicht auf die Stadt bietet die gelebte Eisenbahngeschichte der Nordbahntrasse einen Anziehungspunkt. Neben drei alten Bahnhofsgebäuden, die sich in privater Hand befinden, liegen an der Nordbahntrasse zwei Bahnhöfe (Wichlinghausen und Loh), die in alter Form restauriert wurden. Am Bahnhof Loh ist darüber hinaus eine 1,6 km lange Gleisstrecke mit Weichen und Signalen erhalten geblieben, auf der die Eisenbahngruppe der Wuppertalbewegung e. V. im Sommer am Sonntagnachmittag und nach Vereinbarung eine kostenlose Draisinenfahrt anbietet. Daneben finden sich Erinnerungen an frühere Nutzungen, wie zum Beispiel alte Kilometersteine und Haltestellenschilder.

### Zerstörte Kunst im Rott-Tunnel
Im Jahr 2006 schufen die brasilianischen Streetart-Künstler Os Gêmeos & Nina im Rahmen des Wuppertaler Outsides-Projekts im Rott-Tunnel das Werk Armee der verlorenen Seelen. Wandbilder mit dreißig menschengroßen Gestalten zeigten Frauen, Männer und Kinder als traurige Kreaturen, deren Trostlosigkeit und Verlorenheit die düstere Atmosphäre des alten Tunnels eindrucksvoll in Szene setzten. Das Kunstwerk wurde im Jahr 2010 im Rahmen des Tunnelausbaus zur Radstrecke mit Beton überdeckt.